# Aire-sur-l'Adour
Aire-sur-l'Adour is een gemeente in het Franse departement Landes (regio Nouvelle-Aquitaine). De gemeente telde 6.215 inwoners op 1 januari 2022. De inwoners worden Aturin(e)s genoemd. De plaats maakt deel uit van het arrondissement Mont-de-Marsan. Het is de centrumstad van het gemeentelijk samenwerkingsverband Communauté de Communes d'Aire sur l'Adour (CCAA), dat 22 gemeenten in de departementen Landes en Gers omvat.

## Geschiedenis
In de Gallo-Romeinse tijd lag hier een vicus. De plaats bleef bestaan onder de Visigoten en werd een bisdom. De eerste bisschop van Aire werd vermeld in 507. Aan het einde van de elfde eeuw werd begonnen met de bouw van een nieuwe kathedraal, op de plaats van een eerder bouwwerk. Aan het einde van de dertiende eeuw kwam er een brug over de Adour. In 1290 ging de bisschop een paréage aan met de Engelse koning. Die ontving de tolinkomsten van de brug in Aire in ruil voor militaire bescherming. Pas aan het einde van de vijftiende eeuw werden de Engelsen uit de regio verdreven.
In 1569 plunderde de protestantse legerleider Gabriel I van Montgommery de streek en hij bracht ook vernielingen aan in Aire. Aan het begin van de zeventiende eeuw liet bisschop Gilles Boutault het vernielde bisschoppelijk paleis heropbouwen. Ook de schade aan de kathedraal werd hersteld. Met het Concordaat van 1801 werd het bisdom Aire afgeschaft. Het werd weer opgericht in 1817 en omvatte voortaan grotendeels het departement Landes. In 1933 verhuisde de bisschopzetel van Aire naar Dax. De Saint-Jean-Baptiste bleef wel co-kathedraal van het bisdom Aire en Dax. In 1927 had het gemeentebestuur al zijn intrek genomen in het voormalig bisschoppelijk paleis, dat in 1905 in het kader van de Wet op de scheiding van kerk en staat eigendom van de staat was geworden.
Halfweg de achttiende eeuw werd er op initiatief van de bisschop een nieuwe brug over de Adour gebouwd. Deze brug werd bij een overstroming op 17 februari 1793 weggespoeld. Voortaan moest het verkeer gebruik maken van een veerpont. Dit betekende een grote hinder voor het verkeer en de handel. Daarom werd er in 1828 een houten brug gebouwd. Maar deze spoelde weg in 1832. Twee jaar later werd een nieuwe brug ingehuldigd. In de negentiende eeuw kwam de handel in foie gras en in graan tot bloei. In 1856 werd een graanhal gebouwd op het plein Place du Commerce om zo de graanhandel, die voordien grotendeels plaatsvond op de markt van Garlin, te bevorderen.

### Le Mas
Even ten zuiden van het centrum van Aire ontstond in Le Mas een bedevaartsoord gewijd aan de heilige Quiteria. Volgens de legende werd hier omstreeks 480 een Visigotische prinses terechtgesteld omdat ze haar katholieke geloof niet wilde afzweren bij het geplande huwelijk met een ariaanse Visigotische prins. Om deze bedevaartsplaats met de relieken van de heilige te bedienen werd er een abdij van benedictijnen gesticht. Le Mas werd zo een halte op de bedevaartsroute naar Santiago de Compostella. De kerk van Le Mas, de Sainte-Quitteriekerk, werd ook gewijd aan deze heilige.
De ommuurde stad Aire en Le Mas met zijn bedevaartskerk en zijn abdij vormden in de middeleeuwen twee gescheiden plaatsen. Door de aanleg van de Place du Commerce en de bebouwing langs de hoofdweg zijn de plaatsen aan elkaar gegroeid.

## Geografie
De oppervlakte van Aire-sur-l'Adour bedroeg op 1 januari 2022 57,78 vierkante kilometer; de bevolkingsdichtheid was toen 107,6 inwoners per km².
Aire-sur-l'Adour is de grootste plaats in de landstreek Tursan, die ligt in het zuidoosten van het departement Landes. De Adour stroomt van zuidoost naar noordwest door de gemeente. Het historisch centrum van Aire ligt op de linkeroever van deze rivier.

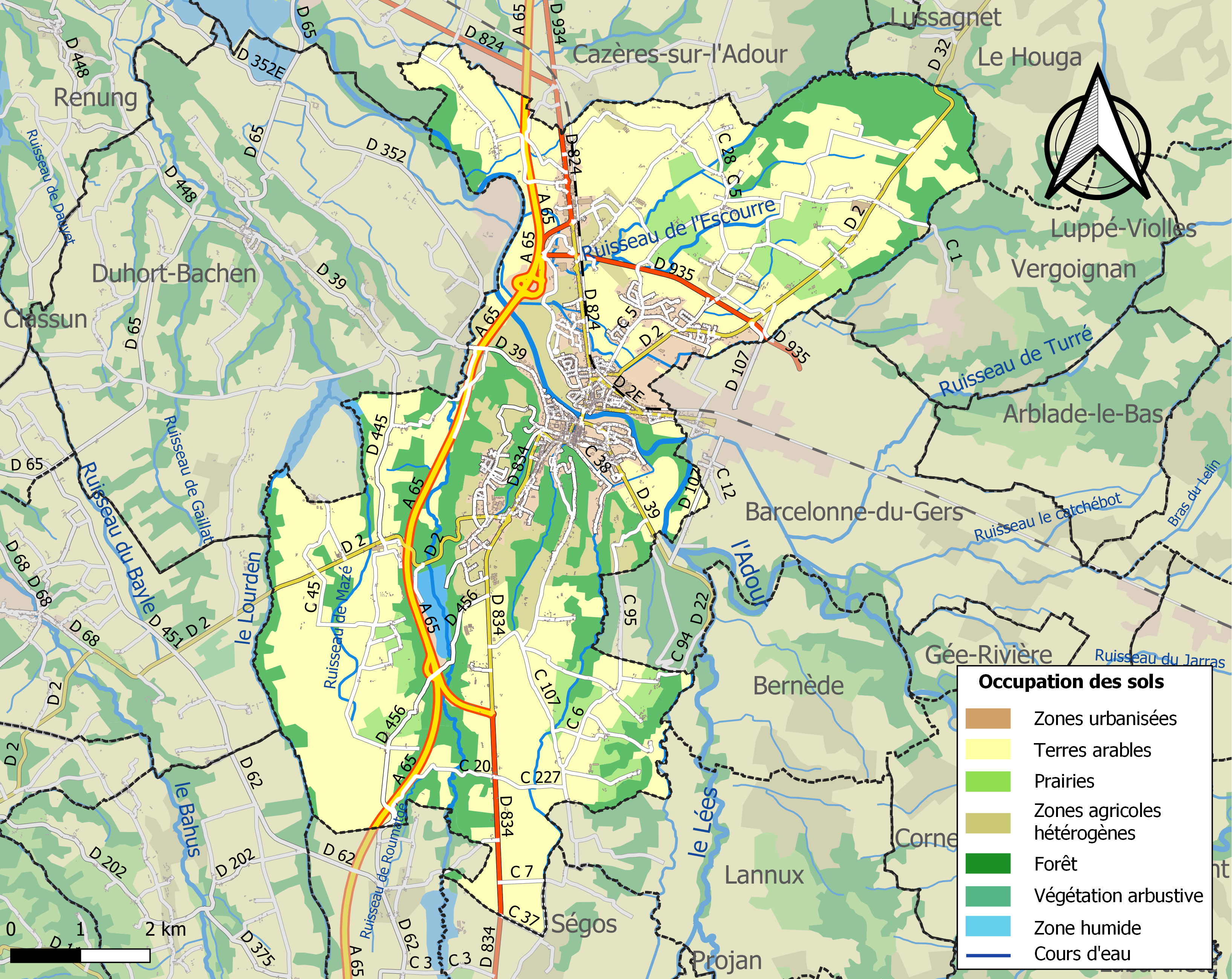
Kaart van de gemeente met de belangrijkste infrastructuur, bodemgebruik en omliggende gemeenten

## Demografie
Onderstaande figuur toont het verloop van het inwonertal (bron: INSEE-tellingen).

## Verkeer en vervoer
De autosnelweg A65 loopt door de gemeente, ten westen van het stadscentrum.
In 1859 werd er een treinstation geopend op de spoorlijn Morcenx - Tarbes. Deze spoorlijn werd opgeheven in 1970 en het station Aire-sur-l'Adour werd gesloten.

## Bezienswaardigheden
De kathedraal (Cathédrale Saint-Jean-Baptiste) kende verschillende bouwfases. Het schip met zijn romaanse pilaren en kapitelen gaat terug op de oudste bouwfase in de twaalfde eeuw. Na vernielingen in de veertiende en zestiende eeuw werd de kerk hersteld en herbouwd. De kathedraal heeft een orgel van orgelbouwer Dom Bedos (1757-1759), dat beschermd is als monument historique.
De kerk gewijd aan Sint-Quiteria (Église Sainte-Quitterie) gaat waarschijnlijk terug op een heidens heiligdom. Een eerste bouwfase vond plaats aan het einde van de elfde en het begin van de twaalfde eeuw. De crypte, met een vierde-eeuwse sarcofaag, het chevet en het koor stammen uit deze bouwfase. De gevel in baksteen werd gebouwd in de dertiende en veertiende eeuw. Het gebeeldhouwde portaal stelt het Laatste Oordeel voor en bewaart nog enkele resten van de vroegere polychrome beschildering.

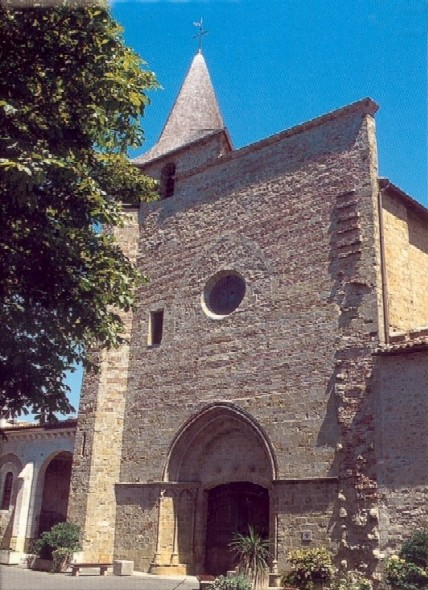
Cathédrale Saint-Jean-Baptiste
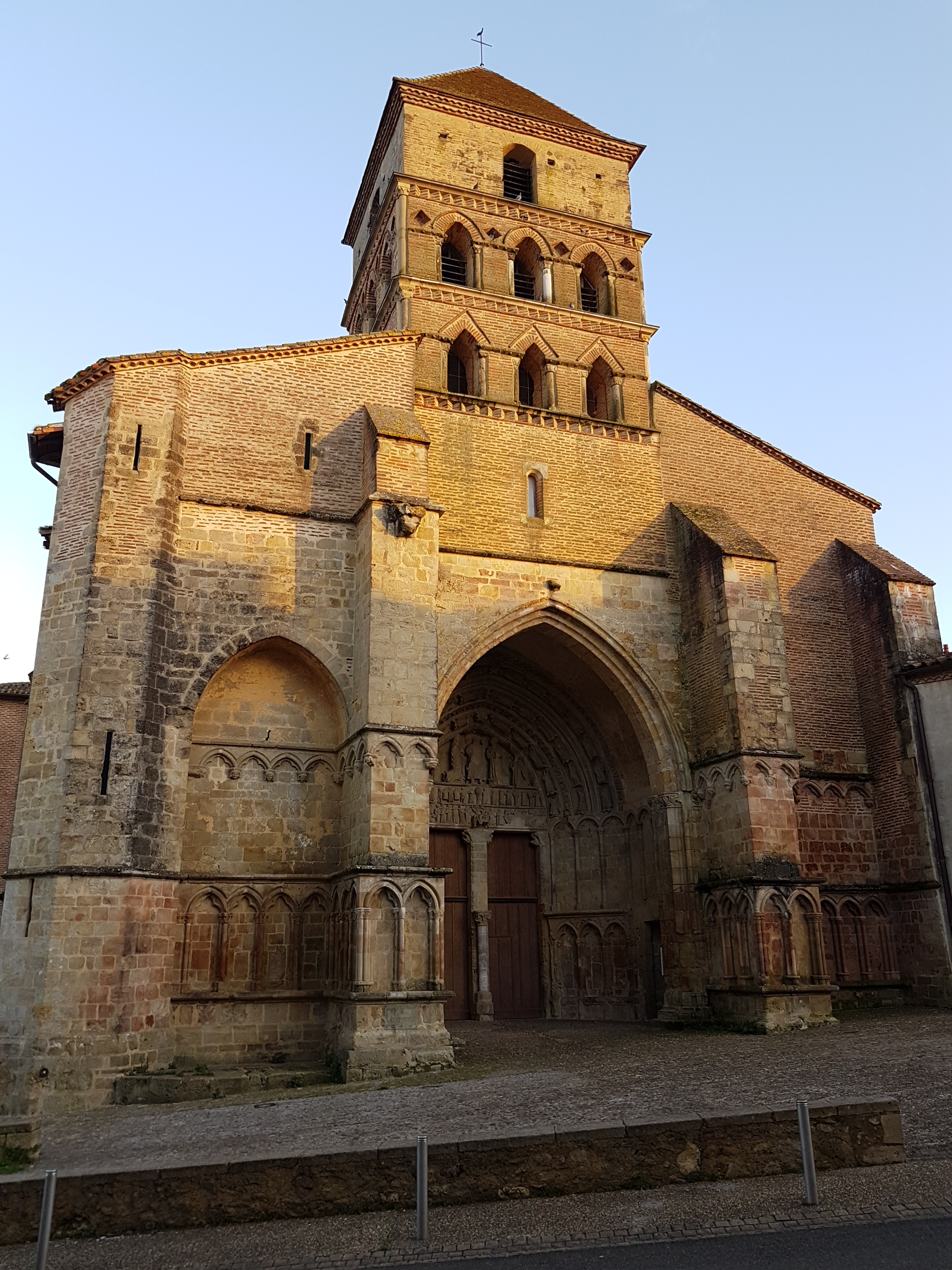
Église Sainte-Quitterie
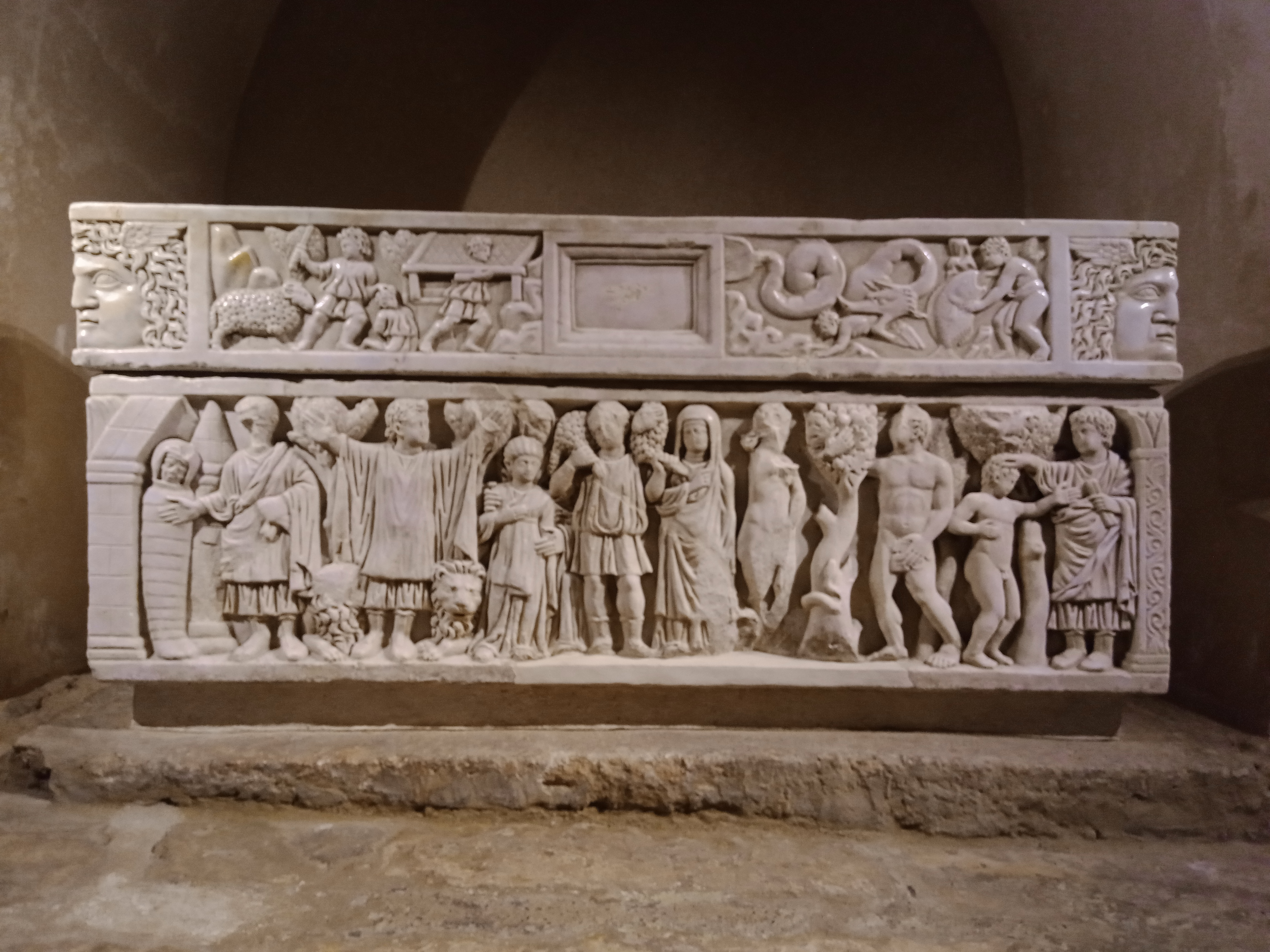
Sarcofaag van Sint-Quiteria
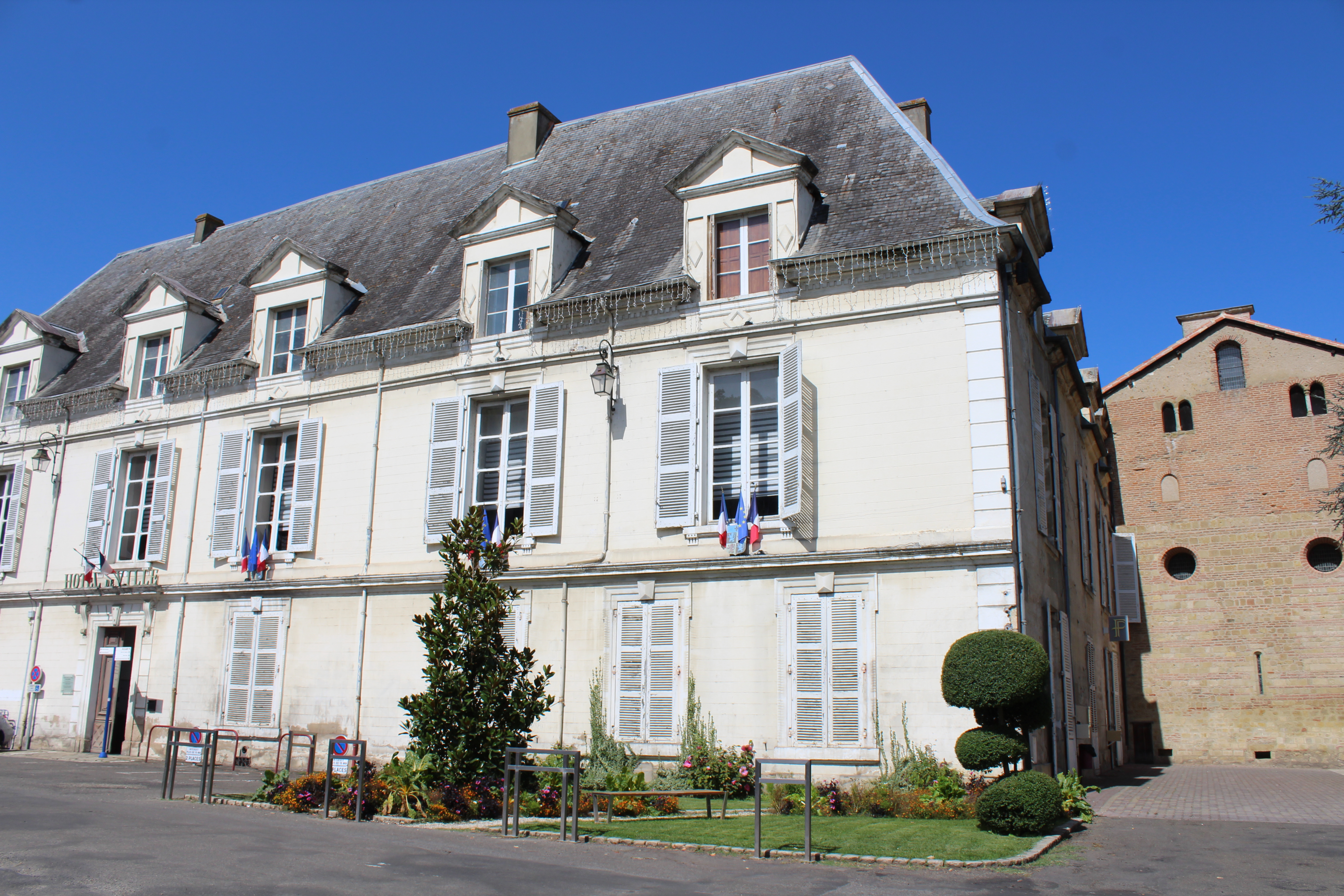
Gemeentehuis
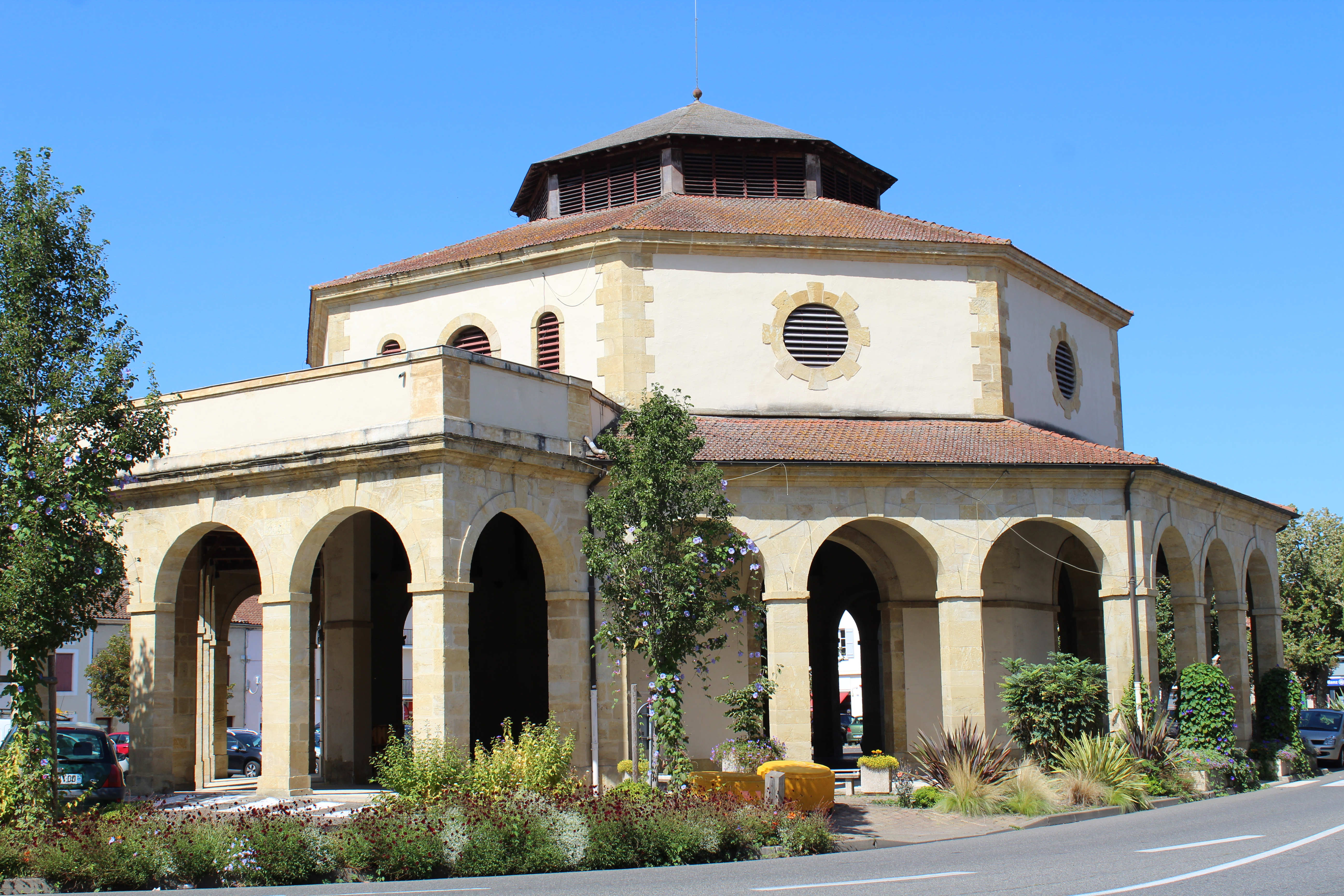
Graanhal